# 非蛋白胺基酸

除了蛋白胺基酸（左下黄圈内所示）外，餘下的都属于非蛋白胺基酸。

非蛋白胺基酸（non-proteinogenic amino acids）是生物化學上指在蛋白質內找不到（例如：肉碱、GABA和L-DOPA），或沒有被標準遺傳密碼編碼的其他胺基酸。
儘管在合成蛋白質時只會用到21種胺基酸（真核細胞只會用20種），事實上目前已經知道還有另外超過300種的天然胺基酸，而相信窮盡所有組合，這數目可以數以千計。
在所有的非蛋白胺基酸當中，有部份較為值得注意，因為下列各種原因：
- 是生物合成的中間體；
- 於轉譯後修飾作用加進蛋白質內；
- 有其生理學角色（例如：可以成為細菌的細胞壁的肽聚糖、神经递质及毒素）
- 是天然及人工合成的藥用化合物
- 存在於隕石或生命起源實驗（例如：米勒-尤里实验）中所發現的）

## 通過否定來定義

離胺酸（Lysine）

在技術上，任何具有胺（-NH2）和羧酸（-COOH）官能團的有機化合物都是氨基酸。 蛋白胺基酸是該組的一小部分，具有帶有一個氨基，一個羧基，一個侧链和一個α-氫左旋構象的中心碳原子（α-或2-），甘氨酸除外， 非胺基和脯氨酸，其胺基是仲胺，因此由於傳統原因通常被稱為亞氨基酸，儘管不是亞氨基。
遺傳密碼編碼20種標準氨基酸，用於在翻譯過程中摻入蛋白質中。 然而，有兩種額外的蛋白質氨基酸：硒代半胱胺酸和吡咯離胺酸。 這些非標準氨基酸不具有專用密碼子，但是當存在特定序列時，加入代替終止密碼子，硒代半胱胺酸的UGA密碼子和SECIS元件，吡咯赖氨酸的UAG PYLIS下游序列。 所有其他氨基酸被稱為“非蛋白原性”。

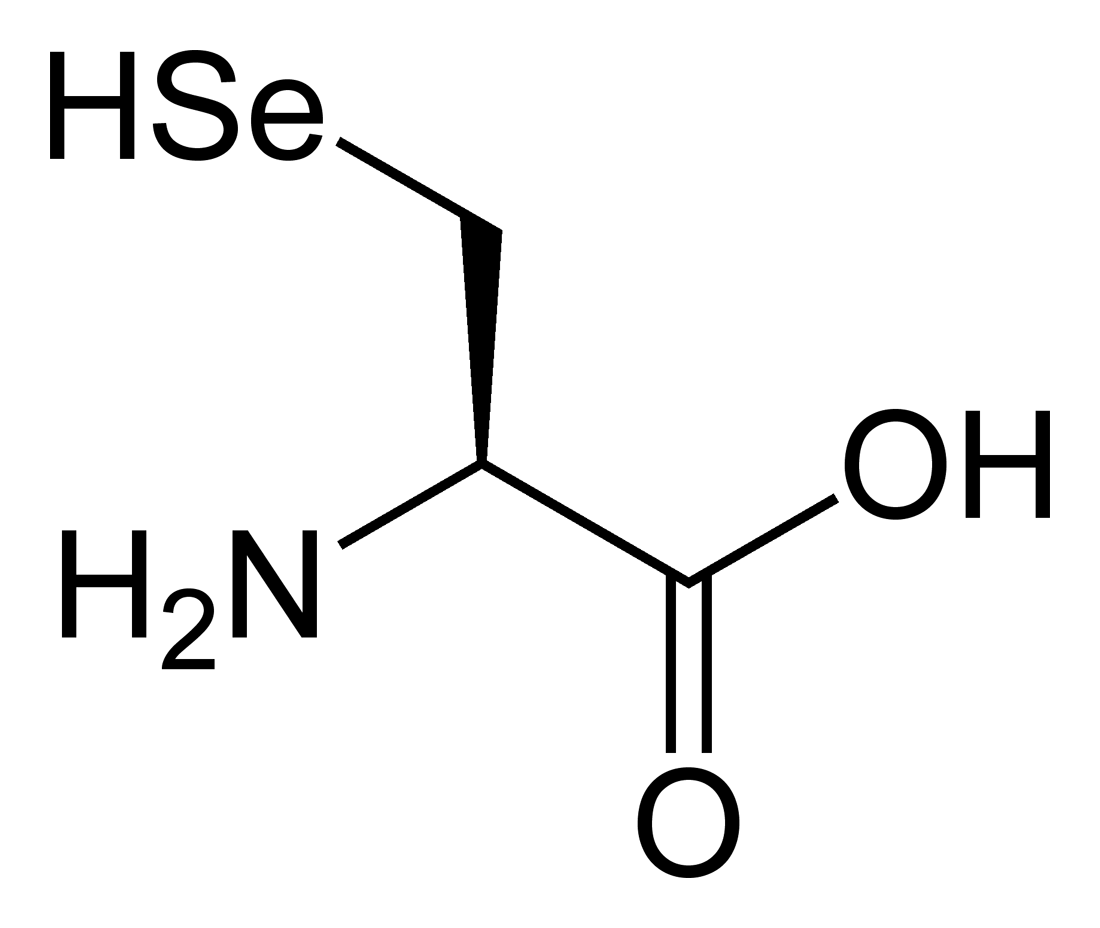
硒代半胱氨酸。 該氨基酸在其β-碳上含有硒醇基團
吡咯赖氨酸。 該氨基酸通過與賴氨酸的羧基吡咯啉環的ε-氨基連接而形成

有各種氨基酸組：
- 20種標準氨基酸
- 22種蛋白質氨基酸
- 超過80個氨基酸是由高濃度非生物創建
- 大約900個是由自然途徑產生的
- 超過118種被工程化氨基酸被置於蛋白質中